# مارینا اینواوئه
مارینا اینو (انگلیسی: Marina Inoue; ۲۰ ژانویهٔ ۱۹۸۵ – ) خواننده، و صداپیشه اهل ژاپن است. وی از سال ۲۰۰۴ میلادی تاکنون مشغول فعالیت بوده‌است.